# 1195

## Narození
- 15. srpna – Antonín z Padovy, portugalský františkánský mnich, teolog, světec a učitel církve († 1231)
- ? – Inocenc IV., papež († 1254)
- ? – Filip II. Namurský, namurský markrabě († 1226)
- ? – Amaury VII. z Montfortu, hrabě z Montfortu a z Toulouse († 1241)
- ? – Klement IV., papež († 29. listopadu 1268)
- ? – Urban IV., papež († 2. října 1264)

## Úmrtí
- 24. června – Albrecht I. Míšeňský, míšeňský markrabě (* 1158)
- 6. srpna – Jindřich Lev, vévoda saský a vévoda bavorský (* 1129)
- 8. listopadu – Konrád Štaufský, rýnský falckrabě, nevlastní bratr císaře Fridricha Barbarossy (* ?)
- 17. prosince – Balduin V. Henegavský, hrabě henegavský (* 1150)

## Hlavy států
- České knížectví – Jindřich Břetislav
- Svatá říše římská – Jindřich VI. Štaufský
- Papež – Celestýn III.
- Anglické království – Richard I. Lví srdce
- Francouzské království – Filip II. August
- Polské knížectví – Lešek I. Bílý
- Uherské království – Béla III.
- Sicilské království – Konstancie s Jindřichem I.
- Kastilské království – Alfonso VIII. Kastilský
- Rakouské vévodství – Fridrich I. Babenberský
- Skotské království – Vilém Lev
- Byzantská říše – Izák II. Angelos – Alexios III. Angelos